# E015 (trasa europejska)
E015 – trasa europejska łącznikowa (kategorii B), biegnąca przez Kazachstan. Długość trasy wynosi 280 km. Przebieg E016: - Taskesken - Bachty